# سیستم کاست در هند
سیستم کاست در هند (انگلیسی: Caste system in India)، نمونه پارادایمی قوم‌نگاری طبقه‌بندی اجتماعی بر اساس کاست (نظام اجتماعی) است. خاستگاه آن در هند باستان است و توسط نخبگان مختلف حاکم در قرون وسطی، اوایل مدرن و هند مدرن، به ویژه پس از فروپاشی امپراتوری گورکانی و تأسیس راج بریتانیا تغییر شکل داد.
با شروع در هند باستان، سیستم کاست در اصل حول محور وارنا (ورن (هندوئیسم))، با برهمین‌ها (کاهنان) و تا حدی کشاتریا (حاکمان و جنگجویان) به عنوان طبقات نخبگان و پس از آن وایشیا‌ها (تاجران و بازرگانان و کشاورزان) و بالاخره شودرا (کارگران) وجود داشتند.